# Опатувек (гміна)
Гміна Опатувек (пол. Gmina Opatówek) — місько-сільська гміна у північно-західній Польщі. Належить до Каліського повіту Великопольського воєводства.
Станом на 31 грудня 2011 у гміні проживало 10737 осіб.

## Територія
Згідно з даними за 2007 рік площа гміни становила 104.32 км², у тому числі:
- орні землі: 82.00%
- ліси: 8.00%

Таким чином, площа гміни становить 8.99% площі повіту.

## Населення
Станом на 31 грудня 2011:
| Опис     | Загалом | Загалом | Чоловіки | Чоловіки | Жінки | Жінки |
| -------- | ------- | ------- | -------- | -------- | ----- | ----- |
| одиниця  | осіб    | %       | осіб     | %        | осіб  | %     |
| все      | 10737   | 100     | 5272     | 49.10    | 5465  | 50.90 |
| міське   | 0       | 100     | 0        |          | 0     |       |
| сільське | 10737   | 100     | 5272     | 49.10    | 5465  | 50.90 |

## Сусідні гміни
Гміна Опатувек межує з такими гмінами: Ґодзеше-Вельке, Желязкув, Козьмінек, Гміна Цекув-Кольонія, Щитники.